# پیک نوین ورشو
پیک نوین ورشو (لهستانی: Nowy Kurier Warszawski) یک روزنامه پروپاگاندای آلمانی بود که در دوران جنگ جهانی دوم و اشغال لهستان در این کشور منتشر می‌شد. نام این روزنامه برگرفته از یک روزنامه قدیمی‌تر به نام پیک ورشو بود که البته هیچ ارتباطی با آن نشریه به‌جز تشابه اسمی نداشت.
طبق منابع آلمانی، این روزنامه در ۲۰۰/۰۰۰ نسخه در روز منتشر می‌شد، اما خرید آن توسط برخی لهستانی‌ها تحریم شده بود (و نیروهای ارتش میهنی مخفیانه نشان کتفیتسا را پیش از پخش روزنامه در شهر روی آن حک می‌کردند) و به نظر می‌رسد که این میزان انتشار اعلام‌شده توسط آلمانی‌ها مبالغه‌آمیز بوده باشد.
با آنکه این روزنامه آشکارا ماهیتی پروپاگاندایی داشت، این تدریجاً در لهستان بسیار محبوب شد، زیرا حاوی اطلاعات مفیدی در مورد مقررات جدید معرفی‌شده توسط آلمانی‌ها، و اطلاعات قابل اعتماد در مورد سهمیه‌بندی ماهیانه غذا و خواربار و همچنین بسیاری از تبلیغات و آگهی‌های ترحیم . درگذشت بود. قیمت این روزنامه نیز ارزان بود: ابتدا ۰٫۲ زلوتی و بعدها ۰٫۲۵ زلوتی که قیمت متوسط یک روزنامه در لهستانِ پیش از جنگ بود، اما در واقعیت، با در نظر گرفتن تورم افسارگسیخته در لهستان جنگ‌زده، قیمتی بسیار ارزان محسوب می‌شد.
پس از وقوع قیام ورشو در سال ۱۹۴۴، دفتر مرکزی روزنامه به شهر ووچ منتقل شد، و تا ژانویه ۱۹۴۵  انتشار آن ادامه یافت. پس از پایان جنگ، حداقل ۱۵ کارمند سابق این روزنامه به جرم همکاری با نازی‌ها در طول جنگ، محاکمه و به زندان محکوم شدند.